# Давід Оддссон
Заголовок цієї статті — це ісландське ім'я, де Давід — особове ім'я, а Оддссон — ім'я по батькові. 

Давід Оддссон, (ісл. Davíð Oddsson нар. 17 січня 1948, Рейк'явік) — ісландський політик, прем'єр-міністр Ісландії з 30 квітня 1991 до 15 вересня 2004, лідер Партії незалежності з 1991 до 2005.

## Життєпис
З 1974 був членом Муніципальної ради Рейк'явіка, з 27 травня 1982 до 16 липня 1991 - мер Рейк'явіка. У 1989 був обраний заступником голови Партії незалежності, в 1991 - головою партії, і після її перемоги на парламентських виборах став прем'єр-міністром, сформувавши урядову коаліцію з Соціал-демократичною партією, в 1995 - з Прогресивною партією. 
У 2004 пішов у відставку з поста прем'єр-міністра на користь лідера Прогресивної партії Гатльдоура Аусгрімссона, ставши замість нього міністром закордонних справ. У 2005 пішов з постів лідера Партії незалежності і міністра закордонних справ Ісландії, які зайняв Гейр Горде, і став головою ради губернаторів Центрального банку Ісландії.

## Нагороди
- Кавалер Великого хреста ордена Заслуг (Норвегія)